# Dood volume

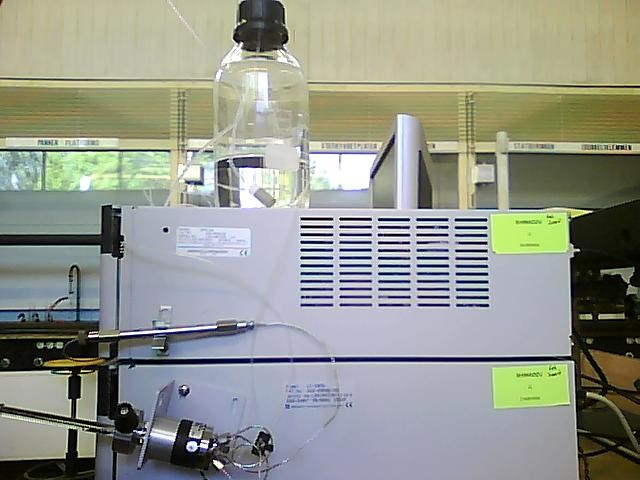
HPLC, dood volume bevindt zich in de slangen en de kolom

Dood volume of extra kolom volume is in de analytische chemie een karakteristiek van chromatografische systemen zoals gaschromatografie en vloeistofchromatografie. In het algemeen is het dood volume, het volume vanaf de injectie tot detectie dat zich buiten de kolom bevindt. Tot het dood volume behoren: het volume van de injector, volume van de detector en het volume van alle verbindingen tussen de injector, kolom en detector. Het dood volume kan worden onderverdeeld in het thermodynamisch en het dynamisch (kinetisch) dood volume. 
- Het thermodynamische dood volume is het volume van de mobiele fase tussen het punt van injectie tot het punt van detectie en het volume van de mobiele fase dat aanwezig is tussen de poriën van de pakking. Het volume dat aanwezig is in verbindingen en aansluitingen hoort hier niet bij.
- Het dynamische dood volume wordt gedefinieerd als het volume van de mobiele fase dat door de kolom beweegt.

Gaschromatografie (GC)
In gaschromatografie wordt het dode volume gedefinieerd als: het retentievolume van een oplossing die niet aan de stationaire fase bindt. Het dode volume is dan te berekenen met de formule: 
{\displaystyle V_{M}=t_{0}\cdot Q}
{\displaystyle V_{M}}: dood volume (ml)
{\displaystyle t_{0}}:  dode tijd (min)
{\displaystyle Q}: flow (ml/min)
Bij gaschromatografie is het dynamisch dood volume hetzelfde als het thermodynamisch dood volume, maar dit geldt alleen zolang er een capillaire pakking wordt gebruikt.
Vloeistofchromatografie (LC)
Bij vloeistofchromatografie is er wel een duidelijk onderscheid tussen het dynamische en thermodynamische dood volume.
Hierbij wordt het thermodynamisch dood volume gedefinieerd als:
het retentievolume van een onvertraagd oplosmiddel waarbij de moleculen van gelijke grootte zijn als de oplossing die wordt onderzocht. De moleculen moeten van gelijke grootte zijn omdat de kolom gepakt is en de moleculen hierdoor een weg afleggen door de poriën heen. Als de moleculegrootte verschilt, zal de retentietijd veranderen en wordt een onjuist dood volume berekend. 
Het dynamisch dood volume is veel moeilijker te bepalen doordat de kolom een packed pakking heeft. Door de dichte pakking wordt het dood volume van vloeistofchromatografie meestal gedefinieerd als: het retentievolume van een oplossing met een groot molecuulgewicht en een molecuulgrootte die vele malen groter is dan de poriegrootte en die niet wordt geremd door de stationaire fase. De moleculegrootte zorgt ervoor dat het molecuul niet tussen de poriën door kan. Het dynamisch dood volume wordt vooral gebruikt om de snelheid van de lineaire mobiele fase te berekenen.
Bepaling van het dood volume
Een accurate methode om het dood volume van een chromatograaf te bepalen bestaat niet. De meeste methoden hebben een afwijking van 10%. Methodes om dood volume te bepalen zijn:
- bepaling door het meten van de retentietijd van het eluens.
- Meten van de retentietijd van een stof die geen affiniteit heeft voor de stationaire fase
- Voor veel moderne kolomen kan een formule worden gebruikt om het dode volume te bepalen.